# Down by the River (album)
Pour les articles homonymes, voir Down by the River.
Albums de Killing Joke
Absolute Dissent MMXII
Down by the River est le dix-septième album de Killing Joke, groupe britannique de post-punk, new wave et metal industriel. C'est également le quatrième album live de la formation. Cet album a été enregistré lors d'un concert donné au Royal Festival Hall de Londres, en avril 2011, à l'occasion de la tournée qui a suivi la sortie de l'album studio Absolute Dissent.
Sorti en décembre 2011, il est décliné en plusieurs éditions : numérique à télécharger, CD-Audio, CD-Audio deluxe et double vinyle. Chaque version, sauf l'édition à télécharger, est accompagnée d'un CD reprenant les images projetées lors du concert.

## Genèse de l'album
Geordie Walker a eu l'idée de faire cet album live et dit s'être beaucoup impliqué dans la réalisation de ce projet, ayant remarqué que la formation originale de Killing Joke n'avait jamais réalisé d'enregistrement de concert dans de bonnes conditions, trente-deux ans après la formation du groupe. Le mixage de l'album a été réalisé en Angleterre, à Henley-on-Thames et aux Doghouse Studios de Nottingham.

## Mode de financement
Down by the River a été financé par un système de précommande : les internautes ont été invités à se porter acquéreur du produit avant sa mise à disposition. Une fois que le seuil de commandes fixé a été atteint, la production a commencé. Les acquéreurs de toute version physique ont reçu un lien de téléchargement leur permettant, dès fin décembre 2011, de récupérer l'album complet au format MP3. Les versions physiques de l'album ont été livrées à partir d'avril 2012.

## Liste des titres
Disque 1
1. Unspeakable
2. Love Like Blood
3. Change
4. War Dance
5. Communion
6. Bloodsport
7. European Super State
8. This World Hell
9. Fall of Because
10. Ghosts of Ladbroke Grove

Disque 2
1. Madness
2. Requiem
3. Primitive
4. The Great Cull
5. Asteroid
6. Depth Charge
7. The Wait
8. Pssyche
9. Eighties
10. Pandemonium